# Шведска (станция метро)
Шведска (Szwedzka, с пол. — «Шведская») — станция линии M2 Варшавского метрополитена. Располагается в районе Прага Северная на пересечении улиц Стрелецкой и Шведской. Открытие станции состоялось 15 сентября 2019 года в составе участка Двожец Виленьски — Троцкая.

## Описание
После открытия центрального участка линии М2 городские власти 29 сентября 2015 года выбрали подрядчика для реализации северо-восточного участка линии с тремя новыми станциями – Итальянскую компанию Astaldi, после чего, 10 марта 2016 года компания получила разрешение на строительство станции, а 11 марта 2016 года был подписан договор на реализацию строительства . Строительство станции началось 30 апреля 2016 года, а двух других – 2 мая.
По внешнему виду станции Шведская, Жилой Таргувек и Троцкая, открытые одновременно, полностью идентичны.

### Строительство

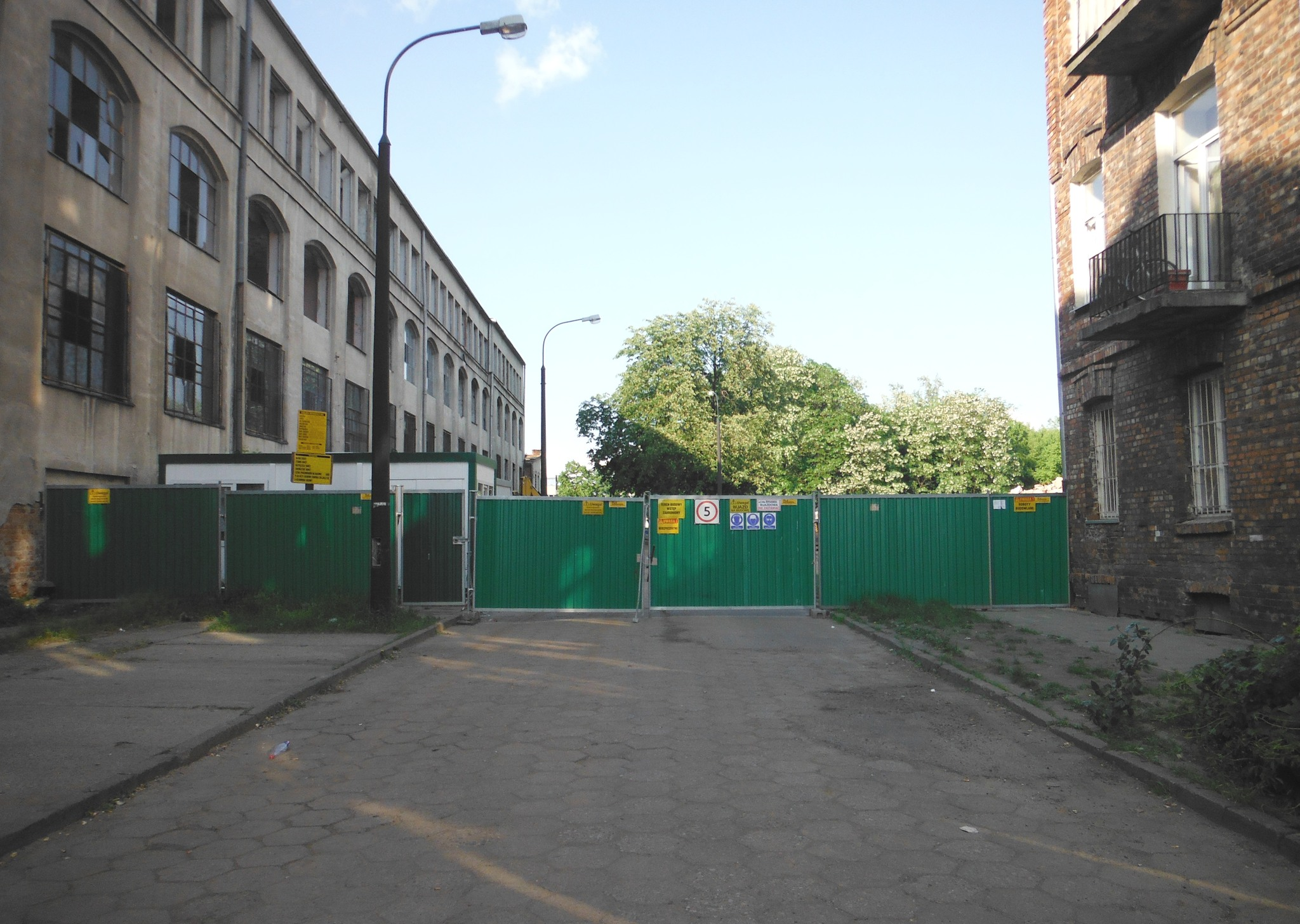
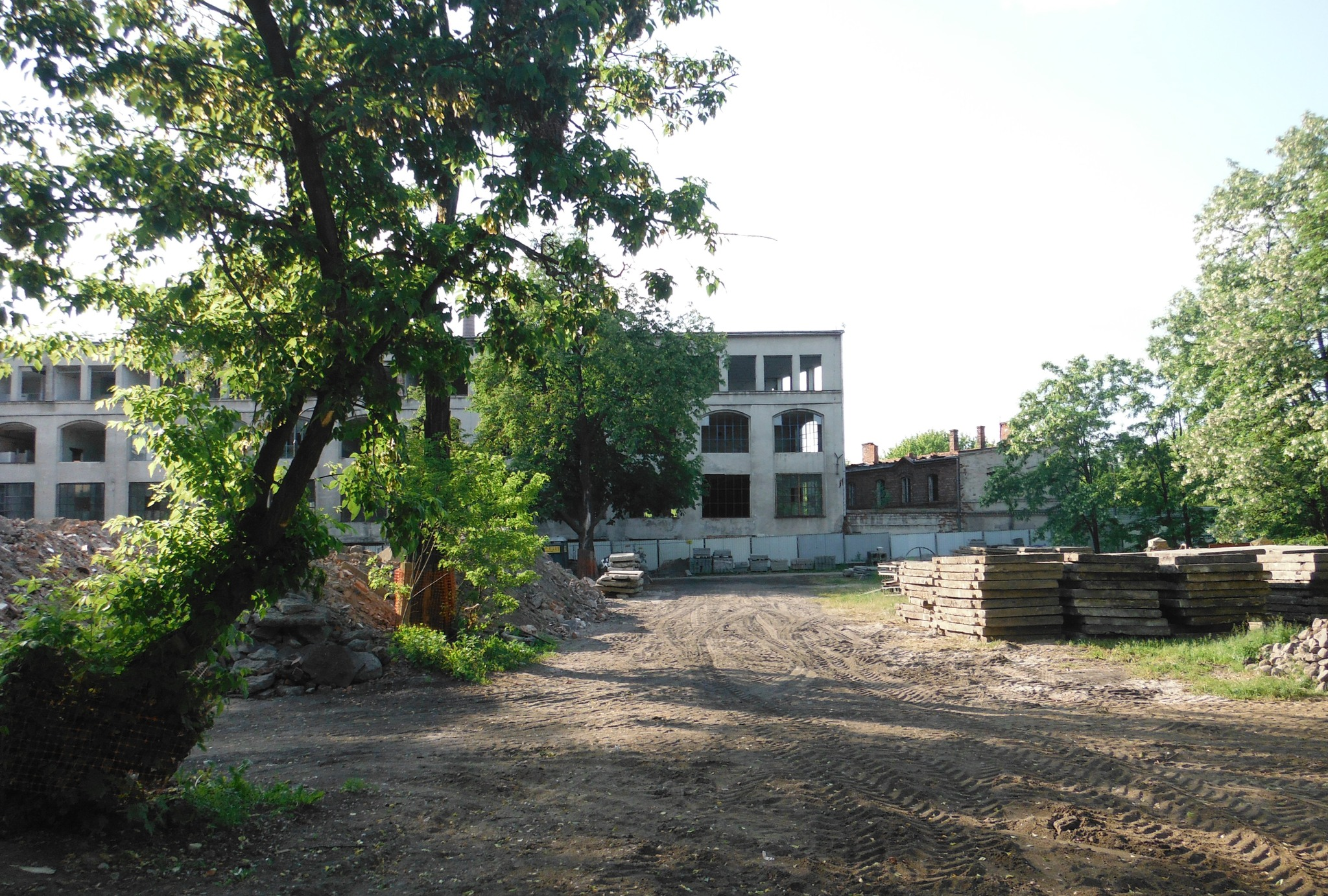
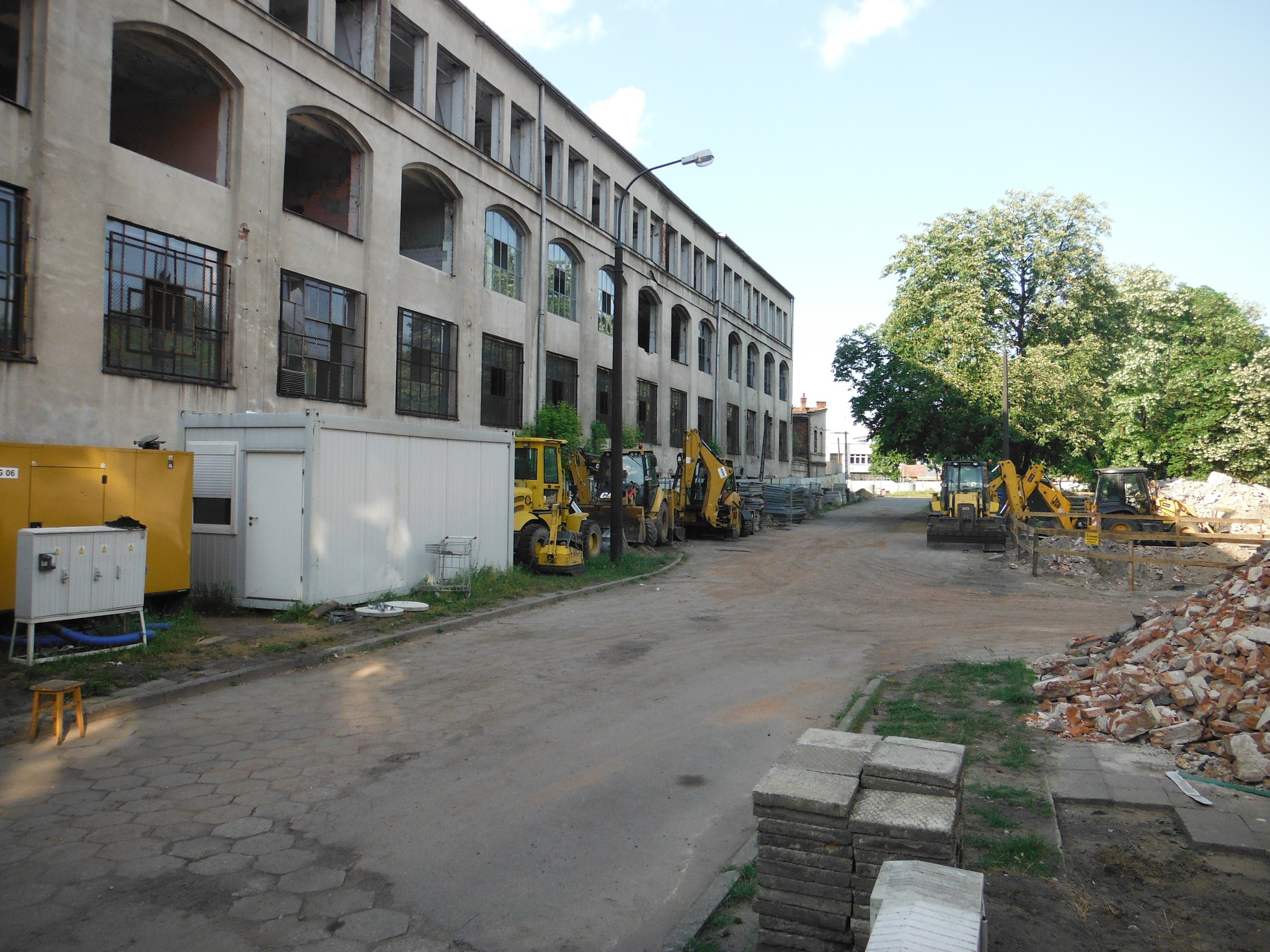